# Central Intelligence Agency
Central Intelligence Agency (CIA) (på svenska: Centrala underrättelsetjänsten) är den amerikanska hemliga underrättelsetjänsten. CIA skapades då National Security Act antogs den 26 juli 1947 och ersatte då den förutvarande underrättelsetjänsten Office of Strategic Services (OSS). 
Huvudkontoret är beläget i Langley i Fairfax County, Virginia som ligger på andra sidan Potomacfloden i förhållande till Washington, D.C.. CIA leds av en generaldirektör (Director of the Central Intelligence Agency), som utses av presidenten, vars utnämning i sin tur måste godkännas av senaten. CIA ingår, som en av många organisationer, i USA:s underrättelsegemenskap.
CIA har en budget på uppskattningsvis 15 miljarder dollar (2013) och uppskattningsvis över 20 000 anställda.

## Historik

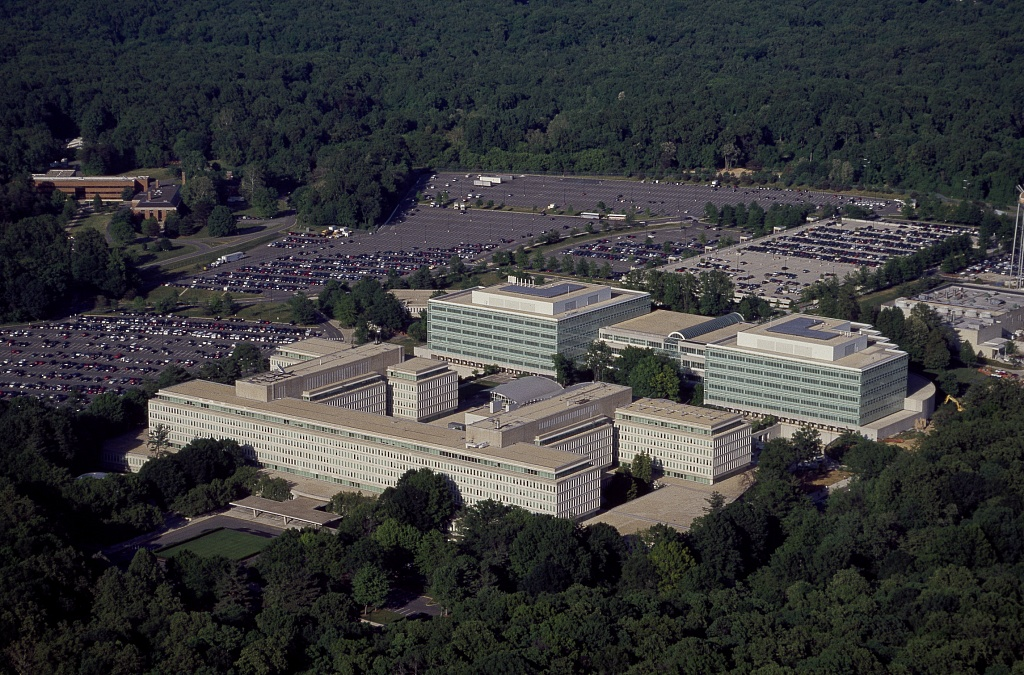
Flygbild över huvudkontoret George Bush Center for Intelligence i Washingtons storstadsområde.

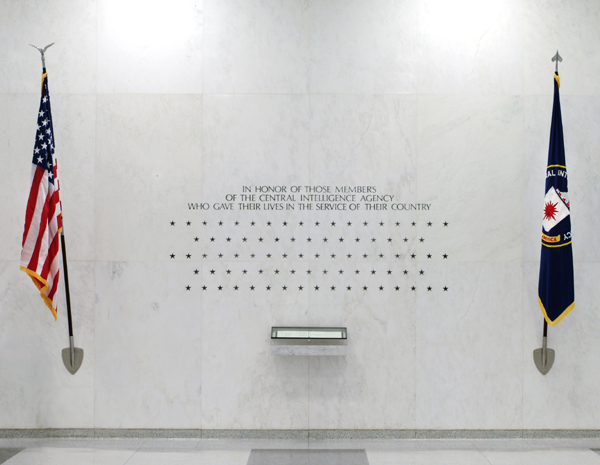
Minnesväggen med en stjärna för varje CIA-anställd som omkommit i tjänsten.

Byrån inrättades 1947, i efterdyningarna av andra världskriget, av president Harry S. Truman från Office of Strategic Services. OSS hade upplösts i oktober 1945 men skaparen av det, William J. Donovan, hade 1944 lagt fram ett förslag till president Franklin D. Roosevelt att en ny organisation skulle bildas som stod direkt underställd presidenten. 
Trots stark motsättning från militären, utrikesdepartementet och FBI så bildade Truman 1946 Central Intelligence Group. I och med undertecknandet den 18 september 1947 av National Security Act of 1947 bildades, förutom Central Intelligence Agency, även USA:s nationella säkerhetsråd, USA:s försvarsdepartement och USA:s flygvapen.
Efter terrorattackerna 11 september 2001 mot New York och Washington, D.C. har USA kraftfullt byggt ut sitt allra hemligaste strids- och informationsnätverk. I juli 2010 redovisade tidningen The Washington Post ”det topphemliga USA”: säkerhets- och underrättelsetjänster, militärkommandon, leverantörer och underleverantörer av materiel och en tilltagande privatindustri av rådgivning, spionage och agentverksamhet som anlitas av den amerikanska regeringen. Nästan en miljon människor arbetar i den innersta verksamheten. En stor del av arbetet utförs av privata företag, nästan två tusen stycken.

### Interventioner i andra länder
Under det kalla kriget var CIA inblandat i bland annat störtandet av Guatemalas demokratiskt valda regering 1953, störtandet av den demokratiskt valde premiärministern Mohammad Mosaddegh i Iran 1953 (Operation Ajax), störtande av Guatemalas demokratiskt valde president Jacobo Árbenz Guzmán 1954, invasionsförsöket mot Kuba vid Grisbukten 1961, störtandet av den demokratiskt valde presidenten Salvador Allende i Chile, stöd till uppbyggandet av gerillagruppen Contras som bekämpade sandinisterna i Nicaragua på 1980-talet, samt stöd till mujaheddingerillan i Afghanistan som bekämpade Sovjetunionens militära närvaro i landet på 1980-talet. De har också erkänt att de har försökt att mörda Kubas president Fidel Castro ett dussintal gånger. En omfattande dokumentation av hemliga, olagliga och andra interventioner ges i Blums bok.

## Verksamhet

### Operationer
Ett urval av operationer som CIA har genomfört:
- Acoustic Kitty
- Air Bridge Denial
- Militärkuppen i Chile 1973
- Operation 40
- Operation Ajax (Statskuppen i Iran 1953)
- Operation Condor
- Operation Cyclone
- Operation Mount Hope III
- Operation Neptune Spear
- Operation Northwoods
- Statskuppen i Guatemala 1954
- Timber Sycamore

#### Illegala operationer
Under år 2006 har det rapporterats av bland annat organisationerna de mänskliga rättigheterna och Amnesty International om illegala CIA-flygningar i Europa och CIA:s ökända fängelser i Europa. Enligt en rapport publicerad 2013 har 54 länder runt om i världen, bl.a. Sverige, på olika sätt samarbetat med CIA i "kriget mot terrorismen"  CIA har sedan början av 2000-talet hjälpt colombianska regeringstrupper att hitta och döda representanter för FARC-gerillan.

##### Mord och mordförsök
Enligt William Blum har ett flertal framträdande utlänningar sedan slutet av andra världskriget varit mål för mord eller plan att ta livet av. Bland dessa återfinns Abd al-Karim Qasim, ledare för Irak, Ayatollah Khomeini, ledare för Iran, Charles de Gaulle, president i Frankrike, Che Guevara, kubansk ledare, Zhou Enlai, premiärminister i Kina, Fidel Castro, president på Kuba, Gamal Abdul Nasser, president i Egypten, Jawaharlal Nehru, i Indien, Kim Il Sung, Demokratiska Folkrepubliken Koreas "evige president", Muammar Khadaffi, ledare för Libyen, Saddam Hussein, ledare för Irak, Salvador Allende, president i Chile och Sukarno, president i Indonesien.

### Förhörsmetoder
Hemliga förhörsmetoder blev en del av myndighetens verksamhet, både vad gäller utveckling och utförande, i ett tidigt skede som redskap i kalla kriget. Psykologisk tortyr har CIA intresserat sig för ända sedan 1950-talet då man inspirerades av tekniker som användes av den sovjetiska säkerhetstjänsten KGB. CIA utförde även i hemlighet experiment på amerikanska medborgare för att upptäcka nya preparat och tillvägagångssätt för att effektivt hjärntvätta individer i vad som kallades Project MKUltra, ett program som stängdes ner helt och hållet år 1975 i efterspelet till Watergateskandalen. 1963 utfärdade myndigheten en manual för olika förhörsmetoder inklusive exempel på hur man kan ge elchocker till fångar. För CIA:s hemliga operationer i Latinamerika på 1980-talet rekommenderades att överraska misstänkta tidigt på morgonen, sätta på dem ögonbindel, ta av deras kläder, hålla dem helt isolerade från omvärlden i mörka rum utan fönster och störa ut deras normala dygnsrutiner gällande mat och sömn.
Under kriget mot terrorismen har CIA:s förhörsmetoder på personer som misstänks utgöra ett hot mot USA:s intressen återigen uppmärksammats. Exempel på förhörsmetoder under Bushadministrationen inkluderade skendränkning, pressa fångars huvuden i isvatten, återupprepade slag mot kroppen och att dunka deras huvuden i väggar. CIA har anklagats för att ha ljugit om användbarheten av information från torterade fångar vid ett flertal tillfällen. Med hjälp av så kallade black sites, hemliga fängelser i andra länder såsom Salt Pit i Afghanistan, har man kunnat utnyttja ett juridiskt vakuum där amerikansk lagstiftning inte gäller och även få tillgång till lokal expertis i tortyrliknande förhörsmetoder. I december 2014 publicerades i USA en rapport som visade att CIA använt tortyr i en omfattning som tidigare inte var känd.

## Organisation

Organisationsschema från 2013.

CIA leds av en generaldirektör (Director of the Central Intelligence Agency) som utses av presidenten med Senatens råd och samtycke. Generaldirektören rapporterar till USA:s nationella underrättelsedirektör (Director of National Intelligence) om CIA:s verksamhet.
Fram till 21 april 2005 var generaldirektörens titel Director of Central Intelligence och var överhuvud för underrättelsesamfundet och ständigt adjungerad underrättelserådgivare i Nationella säkerhetsrådet.
CIA är indelat i fyra avdelningar:
- Underrättelse, ansvarigt för underrättelseinsamling och analys.
  - Special Collection Service (samarbete med National Security Agency (NSA).)
- Operationer, ansvarigt för genomförande av hemliga operationer.
  - Special Activities Center
- Vetenskap och teknik, ansvarigt för utveckling av tekniska hjälpmedel.
- Administration, som förutom internadministration också ansvarar för personalens och huvudkontorets säkerhet.

En CIA anställd tjänsteman som är amerikansk medborgare benämns formellt för officer, oavsett befattning, medan en person utifrån som rekryteras till att arbeta på uppdrag för CIA kallas för agent (exempelvis en utländsk medborgare).

### Chefer för CIA sedan 1946

#### Director of Central Intelligence(1946–2005)

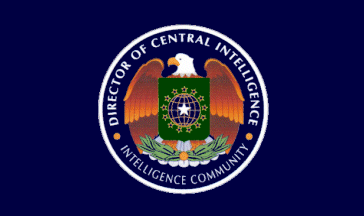
Flagga för Director of Central Intelligence som användes från 1947 till att ämbetet avskaffades 2005.

| Nr  | Porträtt | Namn                    | Tillträdde        | Avgick           | President                            |
| 1.  |          | Sidney Souers           | 23 januari 1946   | 10 juni 1946     | Harry S. Truman                      |
| 2.  |          | Hoyt Vandenberg         | 10 juni 1946      | 1 maj 1947       | Harry S. Truman                      |
| 3.  |          | Roscoe H. Hillenkoetter | 1 maj 1947        | 7 oktober 1950   | Harry S. Truman                      |
| 4.  |          | Walter Bedell Smith     | 7 oktober 1950    | 9 februari 1953  | Harry S. Truman Dwight D. Eisenhower |
| 5.  |          | Allen W. Dulles         | 26 februari 1953  | 29 november 1961 | Dwight D. Eisenhower John F. Kennedy |
| 6.  |          | John McCone             | 29 november 1961  | 28 april 1965    | John F. Kennedy Lyndon B. Johnson    |
| 7.  |          | William Raborn          | 28 april 1965     | 30 juni 1966     | Lyndon B. Johnson                    |
| 8.  |          | Richard M. Helms        | 30 juni 1966      | 2 februari 1973  | Lyndon B. Johnson Richard Nixon      |
| 9.  |          | James R. Schlesinger    | 2 februari 1973   | 2 juli 1973      | Richard Nixon                        |
| 10. |          | William E. Colby        | 4 september 1973  | 30 januari 1976  | Richard Nixon Gerald Ford            |
| 11. |          | George H.W. Bush        | 30 januari 1976   | 20 januari 1977  | Gerald Ford                          |
| 12. |          | Stansfield Turner       | 9 mars 1977       | 20 januari 1981  | Jimmy Carter                         |
| 13. |          | William J. Casey        | 28 januari 1981   | 29 januari 1987  | Ronald Reagan                        |
| 14. |          | William H. Webster      | 26 maj 1987       | 31 augusti 1991  | Ronald Reagan George H.W. Bush       |
| 15. |          | Robert M. Gates         | 6 november 1991   | 20 januari 1993  | George H.W. Bush                     |
| 16. |          | R. James Woolsey        | 5 februari 1993   | 10 januari 1995  | Bill Clinton                         |
| 17. |          | John M. Deutch          | 10 maj 1995       | 15 december 1996 | Bill Clinton                         |
| 18. |          | George J. Tenet         | 11 juli 1997      | 11 juli 2004     | Bill Clinton George W. Bush          |
| 19. |          | Porter J. Goss          | 24 september 2004 | 21 april 2005    | George W. Bush                       |

#### Director of the Central Intelligence Agency(2005–)
| Nr     | Porträtt | Namn              | Tillträdde                                       | Avgick           | President                   |
| 1 (19) |          | Porter J. Goss    | 21 april 2005                                    | 6 maj 2006       | George W. Bush              |
| 2 (20) |          | Michael V. Hayden | 30 maj 2006                                      | 13 februari 2009 | George W. Bush Barack Obama |
| 3 (21) |          | Leon Panetta      | 13 februari 2009                                 | 6 september 2011 | Barack Obama                |
| 4 (22) |          | David Petraeus    | 6 september 2011                                 | 9 november 2012  | Barack Obama                |
| 5 (23) |          | John O. Brennan   | 8 mars 2013                                      | 23 januari 2017  | Barack Obama Donald Trump   |
| 6 (24) |          | Mike Pompeo       | 23 januari 2017                                  | 26 april 2018    | Donald Trump                |
| 7 (25) |          | Gina Haspel       | 26 april 2018 Tillförordnad 26 april–17 maj 2018 | 20 januari 2021  | Donald Trump                |
| 8 (26) |          | William J. Burns  | 19 mars 2021                                     | 20 januari 2025  | Joe Biden                   |
| 9 (27) |          | John Ratcliffe    | 23 januari 2025                                  |                  | Donald Trump                |